# بریان هیوز (بازیکن فوتبال، زاده ۱۹۶۲)
بریان هیوز (انگلیسی: Brian Hughes؛ زادهٔ ۲۰ اوت ۱۹۶۲) بازیکن فوتبال اهل بریتانیا است.
از باشگاه‌هایی که در آن بازی کرده‌است می‌توان به باشگاه فوتبال چلتنهام تاون، باشگاه فوتبال سوئیندون تاون، باشگاه فوتبال تورکی یونایتد و باشگاه فوتبال گلاستر سیتی اشاره کرد.